# A Hundred Million Suns
Albums de Snow Patrol
Eyes Open
(2006) Up to Now
(2009)
Singles
1. Take Back the City
Sortie : 10 octobre 2008
2. Crack the Shutters
Sortie : 15 décembre 2008
3. If There’s a Rocket Tie Me to It
Sortie : 9 mars 2009
4. The Planets Bend Between Us
Sortie : 25 mai 2009

A Hundred Million Suns est le cinquième album du groupe Snow Patrol. L'album a été écrit par Snow Patrol et a été produit par Jacknife Lee qui avait précédemment produit des albums de Bloc Party, R.E.M. ou encore U2. Les chansons ont été enregistrées durant l'été 2008 dans les studios Hansa à Berlin et dans ceux de Grouse Lodge en Irlande. L'album est d'abord sorti en Irlande le 24 octobre 2008, puis le 25 octobre en Australie, le 27 octobre au Royaume-Uni et le 28 octobre aux États-Unis. L'album contient notamment les titres Take Back the City et Crack the Shutters.

## Enregistrement et production
« Il y avait tant de lignes avec des coups de crayon dans mon carnet. »
— Gary Lightbody, se remémorant à quel point la composition des chansons fut douloureuse.
Le groupe désirait réaliser un album plus rapidement que la fois précédente avec Eyes Open. Dans une interview donnée à la suite de l'Eyes Open Tour, le groupe avait partagé son envie d'enregistrer son prochain album dans un environnement ensoleillé. Jonny Quinn et Tom Simpson avaient mentionnés Hawaï et le Brésil comme possibles destinations. Le groupe avoua prendre son temps pour composer, après quatre années de tournée ininterrompue. L'album a finalement été enregistré durant l'été 2008, dans deux studios : le Hansa Tonstudio de Berlin et le Grouse Lodge, dans le comté de Westmeath, en Irlande,. Le groupe était accompagné de son producteur Garret « Jacknife » Lee. Pour être à la hauteur de ce nouvel album, certains membres de Snow Patrol ont pris des cours pour améliorer leur jeu. Alors qu'ils enregistraient l'album à Berlin, les membres du groupe écoutaient des artistes tels Fleet Foxes, Wolf Parade ou encore Sigur Rós. Les sessions d'enregistrement furent gênées par des invasions de chauves-souris à l'extérieur du studio, à la nuit tombante ; les animaux volaient constamment aux abords des fenêtres. Gary Lightbody en retrouva même dans sa chambre.
Même si Nathan Connolly et Paul Wilson, le guitariste et le bassiste du groupe, ont composé quelques chansons pour cet album, la plupart des musiques ont été écrites par le leader du groupe, Gary Lightbody. Celui s'est inspiré de son amour pour la science et plus particulièrement pour la physique des particules dans ses compositions. Avant même que Snow Patrol ait achevé l'Eyes Open Tour, Lightbody avait déjà quelque 220 morceaux en mémoire sur GarageBand. Le groupe les a réduits à approximativement 30 chansons durant la période d'enregistrement ; parmi elles, seules 20 pourraient être conservées. Ce sont finalement onze titres qui figurent sur l'album, écrits en totalité par Lightbody et composés par l'ensemble du groupe.
D'après le groupe, l'album représenta un grand changement en comparaison avec ses productions antérieures. Lightbody désirait faire un disque plus gai que les précédents albums. A Hundred Million Suns a été écrit dans la perspective d'une relation naissante et non plus comme la description d'une scène de rupture. Le leader du groupe dit avoir rencontré « le blocage de l'écrivain » lorsqu'il écrivait les paroles. Contrairement aux disques précédents, où l'accent était mis sur ses erreurs passées, Lightbody a écrit cet album en parlant d'amour, en essayant de ne pas tomber dans les clichés. Le chanteur a reconnu que toutes les paroles ne lui sont pas venues naturellement ; cependant, bien que l'écriture lui fut pénible, il affirme que ses textes sont « sincères ». Le groupe a décrit l'album comme le meilleur qu'il ait réalisé jusqu'alors.

## Promotion et sortie

### Sortie
Le titre de l'album a été révélé par le batteur Jonny Quinn dans une interview au Belfast Telegraph, sous le nom de One Hundred Million Suns. Lightbody confirma ensuite sur snowpatrol.com que l'album s'intitulerait A Hundred Million Suns, tout en expliquant que même si le groupe désirait l'annoncer d'abord sur son site officiel, le journal avait déjà publié l'information.
L'album est sorti le 23 octobre sur les plateformes de téléchargement légal, le 24 octobre 2008 en Irlande, le 27 au Royaume-Uni et le 28 aux États-Unis et dans le reste du monde ; il n'est cependant physiquement disponible en France que depuis le 5 janvier 2009. L'album était disponible en plusieurs formats : en modèle standard, avec l'album CD et le livret, en un pack de deux vinyles blancs de 180 grammes, en téléchargement légal ainsi qu'en édition deluxe — comprenant l'album CD, un DVD spécialement réalisé par James Russell et un livret tout en couleur.

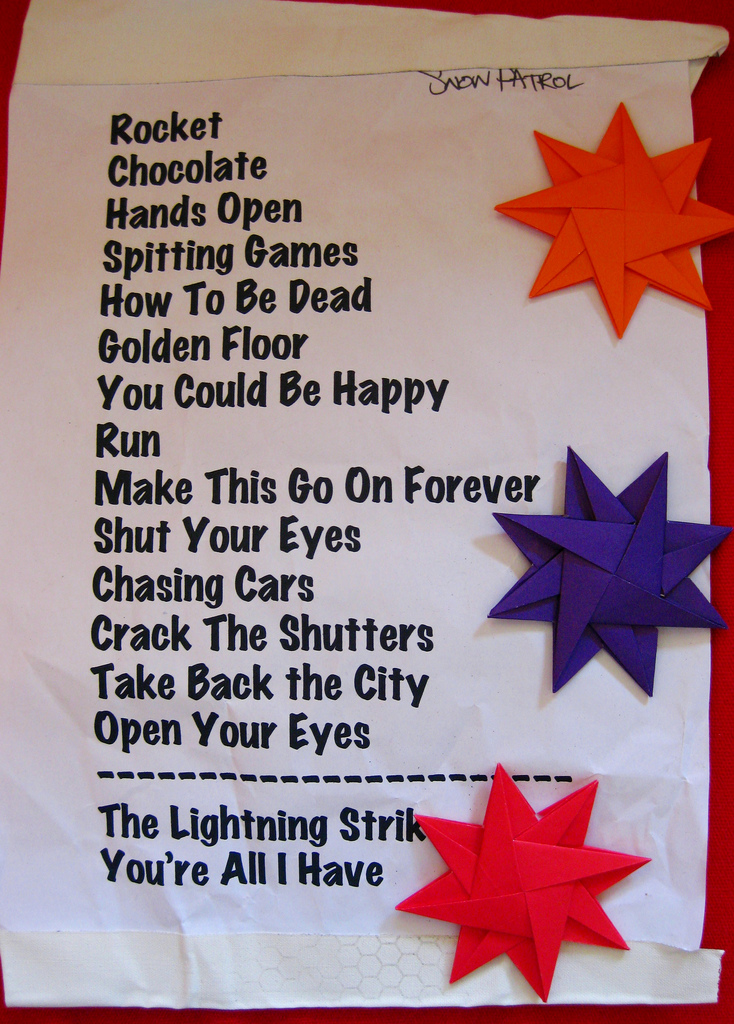
Liste des titres interprétés à Munich, avec les étoiles en origami.

### Promotion de l'album
Le nom de l'album a été révélé le 1er août et la liste finale de ses titres a officiellement été annoncée sur le site du groupe le 29 août. Le premier single extrait de l'album, Take Back The City, a été diffusé pour la première fois à la radio sur BBC Radio 1 le 1er septembre 2008. Début octobre, soit un mois avant la sortie de A Hundred Million Suns, le groupe a organisé des écoutes exclusives de l'album dans des bars de Cardiff, Birmingham, Manchester et Glasgow, auxquels étaient invités les premiers fans inscrits en ligne.
L'album fut disponible dès le 23 octobre en téléchargement légal. Les réflexions de Lightbody sur les nouvelles chansons ont également été mises en ligne.
L'illustration de l'album a été réalisée par Farrow Design, elle représente des étoiles en origami. L'utilisation d'une écriture manuscrite pour les pochettes de l'album et des singles est une idée du groupe. En septembre 2008, Snow Patrol s'est associé à Apple Inc. et est ainsi devenu le premier groupe à posséder sa propre application pour l'iPhone et l'iPod Touch. Cette application gratuite permet aux utilisateurs d'accéder à des divers contenus comme les paroles des chansons, les images des coulisses et des œuvres d'art exclusives reprenant le thème de la pochette de l'album.

### Taking Back the Cities Tour
« C'est super de commencer la tournée en Irlande. C'est ce que nous voulions faire depuis le début. Le public irlandais est toujours génial. »
— Gary Lightbody, à la sortie du deuxième concert du Take Back the Cities Tour, à Belfast.

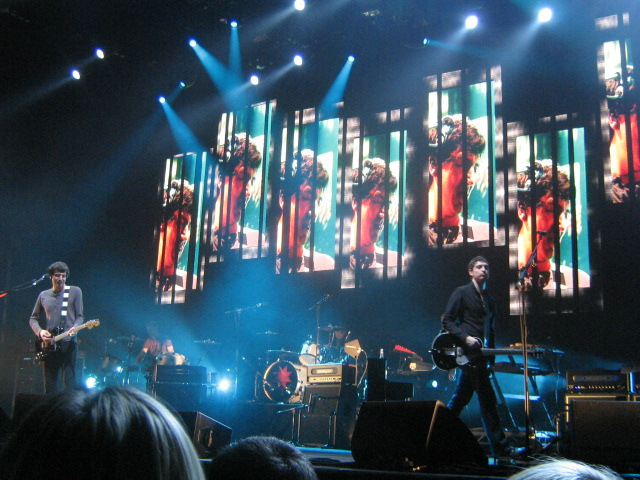
Snow Patrol à Sheffield, durant le Taking Back The Cities Tour.

Le 3 octobre 2008, Snow Patrol a annoncé sur son site le lancement du Take Back the Cities Tour, en référence au premier extrait de l'album : Take Back the City, que l'on pourrait traduire par Reprend la ville. Le groupe a également fait savoir que la tournée se traduirait par quatre concerts en 48 heures ; cette avant-tournée débuta le 26 octobre au Gate Theatre de Dublin et s'acheva le jour suivant au Bloomsbury Theatre à Londres. Pendant ce temps, le groupe a fait plusieurs apparitions à la radio ainsi qu'à la télévision dans le but de promouvoir l'album et la tournée.
Après un séjour en Australie en novembre et aux États-Unis en décembre pour une série de concerts gratuits et quelques émissions télévisées, la tournée internationale, intitulée Taking Back The Cities Tour est lancée le 22 février 2009 à Bournemouth. Ce concert marqua le début de la tournée britannique du groupe qui s'est terminée, après 20 dates, le 23 mars 2009 à Belfast. Snow Patrol entama deux mois plus tard une tournée européenne en réalisant une série de 9 concerts en Suède, au Danemark, en Allemagne, en Autriche et en Suisse avant de s'achever le 2 juin 2009 à l'Élysée Montmartre, à Paris,. Le groupe partit ensuite aux États-Unis et au Canada pour faire la première partie du Viva la Vida Tour de Coldplay ; le groupe partagea également plusieurs concerts du 360° Tour avec U2 durant l'été 2009, dont huit en Europe et trois en Amérique. Le Taking Back The Cities Tour se poursuivit en octobre 2009 en Amérique du Nord, où le groupe donna 23 représentations avec les Plain White T's en première partie. La tournée s'acheva le 8 décembre 2009 à Belfast, à la suite d'une série de concerts au Royaume-Uni et en Irande. Le groupe participa par ailleurs à de nombreux festivals, notamment le Coca Cola Zero Festival, qui eut lieu en Afrique du Sud en avril 2009.

## Accueil

### Critiques des médias
L'album a obtenu un score de 67/100, sur la base de 22 critiques collectées, sur le site agrégateur de critiques Metacritic, ce qui traduit des « avis généralement favorables ».
Ross Langager de PopMatters, qui a donné une note de 9 sur 10 à l'album, défend le groupe en le comparant à Coldplay. Il déclare que Snow Patrol est plus au point ; il dit qu'à la différence de celles de Chris Martin, les paroles écrites par Lightbody sont « finement observées », tandis que le leader de Coldplay se contente de « clichés existentiels ». Il a par ailleurs salué le romantisme de Lightbody en qualifiant ses textes de « solidement poétiques et délicatement suggestifs ». Il félicite également le producteur Jacknife Lee pour l'amélioration et l'élargissement de la bande sonore. Pour Langager, The Planets Bend Between Us est le Chasing Cars de l'album, il ajoute que la chanson rend parfaitement la séparation par un océan. Le titre final de l'album, The Lightning Strike, est comparé à Open Your Eyes, décrite comme l'apogée du dernier album Eyes Open. Andrew Leahy, d'AllMusic, souligne la « production habile » et les « sommets d'émotion acoustiques » et trouve que l'album sonne le mieux quand il atteint « quelque chose de plus exigeant que le pop-rock commercial, que ce soit un arrangement inattendu ou une tournure mélodique intéressante ». Sophie Rosemont, de Music Story, évoque un album qui « a visiblement été écrit pour faire battre tous les cœurs à l’unisson » même s'il tend « un peu trop vers la chanson pop à tendance sirupeuse », citant parmi les chansons les plus réussies Disaster Button aux guitares « d'une redoutable efficacité », le « joli slow » Set Down Your Glasses et The Lightning Strike « d’une très belle richesse orchestrale ». Pour Josh Modell, de Spin, c'est un album « agréable » avec comme points forts les refrains de Crack the Shutters et Please Just Take These Photos From My Hands et les ballades Set Down Your Glass et The Planets Bend Between Us qui « triomphent de toute ringardise par leur imperturbable sincérité ».
Parmi les critiques négatives, Joshua Love de Pitchfork tourne en ridicule la musique du groupe en la qualifiant de « flambée du rock de poule mouillée ». Pour lui, si l'album contient un tube, il se trouve dans les huit premières minutes. Il fait l'éloge du morceau If There's a Rocket Tie Me to It qui rend le meilleur du groupe. Cependant, il trouve que certaines paroles sont irritantes ou crispantes. L'album contient de nombreuses métaphores en références aux planètes et à la cosmologie qui sont pour lui des « conneries ». D'après Love, l'album sonne comme si le groupe « s'efforce d'être pris plus au sérieux », ce qu'ils ont fait en « alignant simplement trois chansons lourdes et déjà trop longues » dans The Lightning Strike. Et Kat Lister, du New Musical Express, trouve que l'album est « inoffensivement acceptable » mais que sa formule a déjà été vue ailleurs maintes fois et qu'il « s'essouffle rapidement ».

### Succès commercial
A Hundred Million Suns a eu un succès relativement modéré dans les classements. Il est entré dans le top des ventes dans douze pays différents, où il est resté au total 165 semaines. Cependant, en comparaison avec les albums précédents, Eyes Open et Final Straw, il a connu un succès commercial moins important, restant moins longtemps dans les classements. L'album a débuté à la deuxième place au Royaume-Uni avec 100 330 ventes en une semaine ; il a échoué de justesse à atteindre la première place détenue par Funhouse de Pink. Il a toutefois atteint la tête du classement irlandais et y est resté deux semaines. L'album a par ailleurs atteint le top dix dans cinq autres pays: en Australie, aux États-Unis, en Nouvelle-Zélande, aux Pays-Bas et en Suisse. Il a été certifié disque d'or en Australie et aux Pays-Bas, disque de platine au Royaume-Uni et triple disque de platine en Irlande. L'application Snow Patrol pour iPhone a, quant à elle, été téléchargée plus de 30 000 fois la première semaine.

### Classements et certifications
| Classement musical                         | Meilleure position |
| ------------------------------------------ | ------------------ |
| Allemagne (Media Control AG)               | 14                 |
| Australie (ARIA)                           | 6                  |
| Autriche (Ö3 Austria Top 40)               | 17                 |
| Belgique (Flandre Ultratop)                | 16                 |
| Belgique (Wallonie Ultratop)               | 37                 |
| Canada (Canadian Albums Chart)             | 9                  |
| États-Unis (Billboard 200)                 | 9                  |
| France (SNEP)                              | 69                 |
| Irlande (Irish Recorded Music Association) | 1                  |
| Nouvelle-Zélande (RIANZ)                   | 6                  |
| Pays-Bas (Mega Album Top 100)              | 8                  |
| Royaume-Uni (UK Albums Chart)              | 2                  |
| Suisse (Schweizer Hitparade)               | 7                  |

| Pays        | Ventes    | Certifications |
| ----------- | --------- | -------------- |
| Allemagne   | 100 000 + | Or             |
| Australie   | 35 000 +  | Or             |
| Irlande     | 45 000 +  | 3 × Platine    |
| Pays-Bas    | 30 000 +  | Or             |
| Royaume-Uni | 300 000 + | Platine        |

## Liste des titres
Toutes les paroles sont écrites par Gary Lightbody, toute la musique a été composée par Nathan Connolly, Gary Lightbody, Jonny Quinn, Paul Wilson et Tom Simpson.
| No  | Titre                                       | Durée |
| --- | ------------------------------------------- | ----- |
| 1.  | If There's a Rocket Tie Me to It            | 4:20  |
| 2.  | Crack the Shutters                          | 3:21  |
| 3.  | Take Back the City                          | 4:40  |
| 4.  | Lifeboats                                   | 4:42  |
| 5.  | The Golden Floor                            | 3:20  |
| 6.  | Please Just Take These Photos From My Hands | 4:26  |
| 7.  | Set Down Your Glass                         | 3:44  |
| 8.  | The Planets Bend Between Us                 | 4:18  |
| 9.  | Engines                                     | 5:10  |
| 10. | Disaster Button                             | 3:58  |
| 11. | The Lightning Strike                        | 16:18 |

## Crédits
| Snow Patrol - Gary Lightbody – chant, guitare, chœurs. - Nathan Connolly – guitare, chœurs. - Paul Wilson – basse, chœurs. - Jonny Quinn – batterie, percussion. - Tom Simpson – clavier. | Orchestre pour The Lightning Strike - Tubas : James "Big Jim" Anderson, Stephen Wick. - Trompettes : John Barclay, Guy Barker, Pat White. - Cors : Richard Bayliss, Evgeny Chebykin, Jocelyn Lightfoot, Timothy Brown, Kira Doherty, Philip Eastop - Cuivres : Avshalom Caspi. - Trombones : Ian Fasham, David A. Stewart, Dan Jenkins, Colin Sheen. |

Autres
- Ingénieur du son et monteur son : Sam Bell.
- Ingénieurs du son : Tom McFall, Philip Rose.
- Ingénieurs assistants : Tilmann Ilse, Karen Kelleher, Owen Lewis.
- Chef de chœur : James Jarvis.
- Photographie : John Ross.
- Mastering : John C.F.
- Mixage : Cenzo Townshend.
- Assistants au mixage : Neil Comber, Dave Emery.
- Production, guitare, clavier, programmation, glassharmonica et mixage : Jacknife Lee[72].